# اینگولاینکورت
اینگولاینکورت (به فرانسوی: Aingoulaincourt) یک کامین در فرانسه است که در Canton of Poissons واقع شده‌است.

## خصوصیات
اینگولاینکورت ۵٫۱ کیلومترمربع مساحت و ۱۳ نفر جمعیت دارد و ۳۲۵ متر بالاتر از سطح دریا واقع شده‌است.